# ワレリー・ポリャコフ
ヴァレーリー・ヴラジーミロヴィチ・ポリャコーフ(ロシア語: Вале́рий Влади́мирович Поляко́в, ラテン文字転写: Valeri Vladimirovich Polyakov)、(1942年4月27日 – 2022年9月7日)は、ソビエトおよびロシアの宇宙飛行士である。ミール宇宙ステーションに14ヶ月以上（437日18時間）滞在し、1回の宇宙滞在の最長記録保持者である。彼の宇宙歴は合計で22ヵ月以上。
1972年に宇宙飛行士に選ばれたポリャコフは、1988年にソユーズTM-6で宇宙へ初飛行。その240日後にTM-7で地球に帰還した。1994年から1995年にかけては2度目の宇宙飛行を行い、ソユーズTM-18での打ち上げからTM-20での着陸までの437日間を宇宙で過ごし、個人による宇宙滞在最長記録を樹立した。
2022年9月19日死去。80歳没。

## 宇宙飛行士としてのキャリア

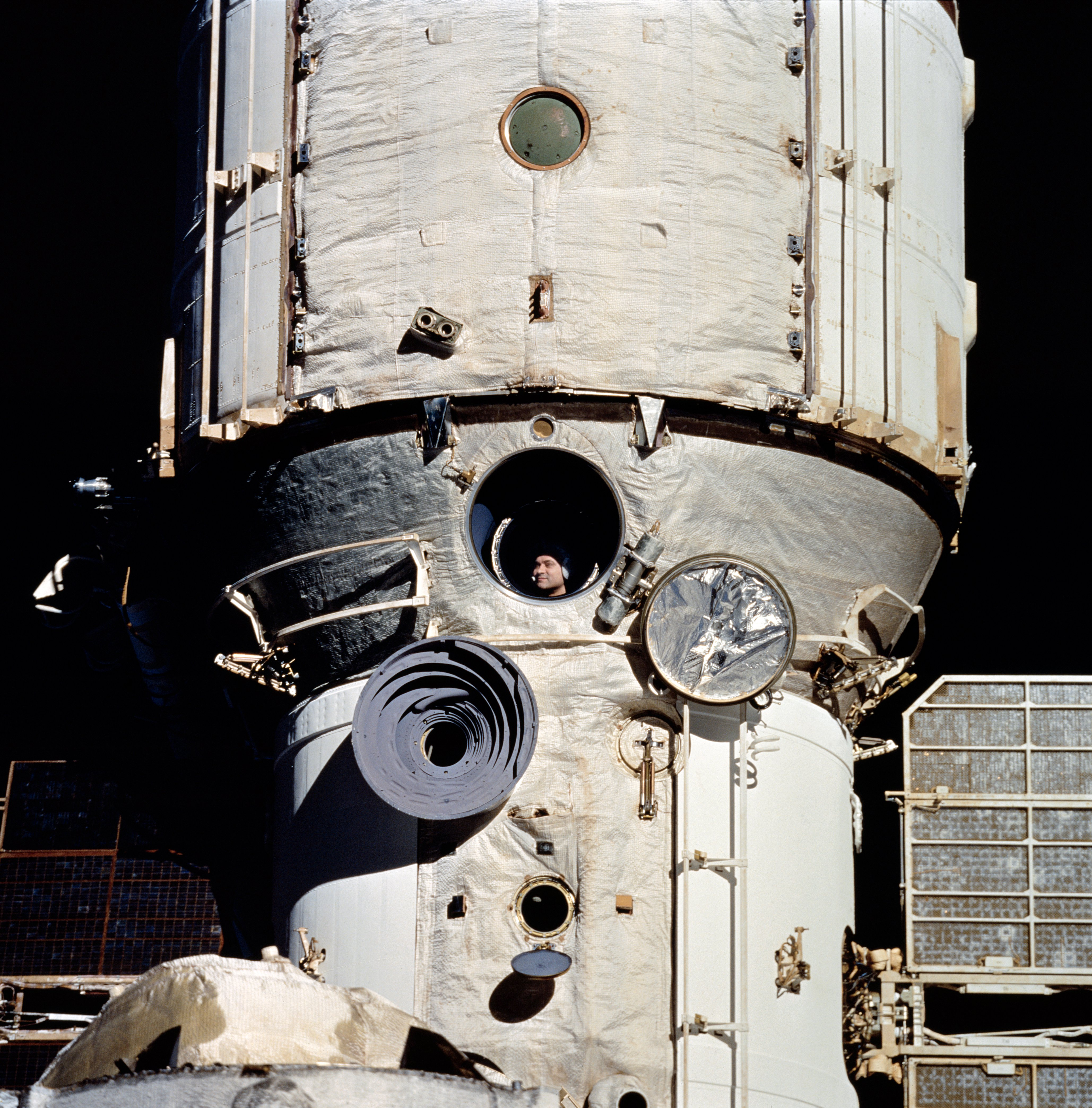
1995年2月、STS-63ミッションでスペースシャトル・ディスカバリーとランデブーする様子を、ミール・コアモジュールの窓から観察するポリャコフ。

ポリャコフは、1972年3月22日に医療グループ3の宇宙飛行士として選抜された。1988年にソユーズTM-6で宇宙へ初飛行。ミール宇宙ステーションに240日間滞在し、調査を行った後、ソユーズTM-7で地球に帰還した。
1994年1月8日、ソユーズTM-18により、史上最長の有人宇宙飛行が開始された。ポリャコフはミール宇宙船に約437日間滞在し、実験や科学調査を行った。この間、地球を7,000回以上周回した。1995年1月9日、366日間の宇宙滞在を終えたポリャコフは、6年前にウラジーミル・チトフとムサ・マナロフが打ち立てた宇宙飛行の継続記録を正式に更新した。1995年3月22日、ソユーズTM-20で地球に帰還。着陸の際、ポリャコフはソユーズカプセルと近くの芝生の椅子の間の数メートルの距離を運ばれることなく、歩いて移動することを選択した。そうすることで、人間が長期間のトランジット後に火星表面で働くことができる身体能力を証明したかったのだ。
ポリャコフは、火星への長期ミッションにおける微小重力環境に対する人体の反応を知るために、437日間の飛行に志願した。2度目の宇宙飛行から帰還したポリャコフは、宇宙滞在の最長記録を保持している。ポリャコフの飛行データは、長期宇宙飛行中も地上と同じように健康な精神状態を維持できることを示すものとして、研究者に利用された。
ポリャコフは、飛行前、飛行中、飛行後に医学的評価を受けた。また、帰還後6ヵ月後に2回のフォローアップ検査を受けた。これらの検査結果を比較したところ、認知機能に障害はなかったものの、宇宙飛行から帰還までの数週間、ポリャコフは明らかに気分が落ち込み、仕事量も増えているように感じられた。ポリャコフの気分は、ミッション開始から2ヶ月目から14ヶ月目にかけて飛行前の水準に安定した。また、地球に帰還した後も、長期的なパフォーマンスの低下には悩まされていないことが明らかになった。これらの結果から、研究者は、有人火星探査のような長期の宇宙飛行でも、安定した気分と全体的な機能を維持することができると結論付けた。

### 宇宙飛行
- ソユーズTM-6/ソユーズTM-7 - 1988年8月28日〜1989年4月27日 - 240日と22時間34分
- ソユーズTM-18/ソユーズTM-20 - 1994年1月8日〜1995年3月22日 - 437日17時間58分

## その後の人生
1995年6月に宇宙飛行士を退役し、累計で678日余りの宇宙滞在を行ったこととなった。1999年にはSFINCSS-99（宇宙ステーションにおける国際クルーの飛行シミュレーション）実験に参加した。モスクワの公衆衛生省副長官として、長期宇宙ミッションの医療面を監督した。また、ロシア最高医学委員会のメンバーとして、宇宙飛行士の資格認定や選抜に参加。また、国際宇宙研究者協会や国際宇宙航行アカデミーの会員でもあった。ポリャコフは結婚しており、子供が1人いた。
宇宙から戻った後も、ポリャコフは国際宇宙飛行の分野で活躍し、米国、オーストリア、ドイツ、フランスがミール宇宙ステーションで行ったそれぞれの宇宙科学ミッションの「宇宙飛行士調査員」になった。
2022年9月7日に80歳で死去。

## レガシー
ポリャコフは、宇宙飛行と学術的業績により、ソ連邦英雄賞、ロシア連邦英雄賞、レーニン勲章、レジオンドヌール勲章、パラサット勲章など、いくつかの賞を受賞している。宇宙飛行士の認定に関するロシア主席医学委員会など、宇宙工学に関連する組織のメンバーでもあった。
また、生命科学、宇宙医学、長期宇宙飛行の研究成果などに関する著作を発表した。
1999年にセルゲイ・アヴデエフ宇宙飛行士が3種類のミッションで合計747日の宇宙滞在を達成するまで、ポリャコフは2回のミッションで678日の最長累積滞在日数を記録している。